# 西川富雄
西川 富雄（にしかわ とみお、1926年3月9日 - 2010年7月7日）は、日本の哲学者（ドイツ哲学）。立命館大学名誉教授。

## 経歴
1926年、京都府で生まれた。立命館大学文学部哲学科で学び、1950年に卒業。2010年7月7日、呼吸不全のため死去。
卒業後は、立命館大学で教鞭を執った。1991年、立命館大学名誉教授。1995年、学位論文『続・シェリング哲学の研究：「自然の形而上学」の可能性』を立命館大学に提出して文学博士号を取得。フリードリヒ・シェリングの哲学を研究対象とし、日本シェリング協会会長を務めた。2010年に死去。

## 受賞・栄典
- 2004年：瑞宝中綬章を受章。

## 著作
著書
- 『環境哲学への招待』こぶし書房 2002
- 『続・シェリング哲学の研究』昭和堂 1994
- 『自然の歴史』カルル・フリ−ドリヒ・フォン・ヴァイツゼッカー共著、法律文化社 1976
- 『哲学の潮流』磯江景孜共著、世界思想社 1978

訳書
- 『学問論』シェリング著、藤田正勝共訳、岩波文庫 2022